# Campionatul Mondial al Cluburilor FIFA 2014
FIFA Club Cup 2014 Mondială (cunoscut oficial ca FIFA Club World Cup 2014 Maroc prezentat de Toyota, din motive de sponsorizare) a fost 11-a ediție a Cupei Mondiale FIFA Club, un FIFA -organised internațional club de fotbal turneu între cluburi campion din fiecare dintre cele șase confederații continentale, precum și campion national liga din țara gazdă. A fost găzduit de Maroc pentru al doilea an la rând, și s-a jucat între 10 - 20 decembrie 2014. 
Real Madrid a câștigat FIFA CLUB WORLD CUP după ce a învins San Lorenzo 2-0 în finala, fiind al patrulea lor titlu după cele din 1960, 1998 și 2002, egalând Milano.

## Ofertă gazdă
Au fost patru țări de licitare pentru a găzdui 2013 și 2014 turneele (aceeași gazdă pentru ambele turnee): 
- Iran
- Maroc
- Africa de Sud
- Emiratele Arabe Unite (care a gazduit în 2009 și 2010, edițiile în Abu Dhabi)

În octombrie 2011, FIFA a declarat că Iranul, Africa de Sud și Emiratele Arabe Unite au retras toate ofertele lor, lăsând Maroc ca singurul ofertant. 
FIFA a anunțat oficial Maroc gazdă la 17 decembrie 2011. 
La 21 august 2014, FIFA a emis o declarație reconfirmarea Maroc în calitate de gazdă, în ciuda zvonurilor recente care o schimbare în loc ar putea fi cerute ca urmare a 2014 Africa de Vest Ebola izbucnirea virusului.  Maroc a anulat hosting sa a 2015 Africa Cupa națiuni din cauza temerilor de Ebola, dar a promis pentru a găzdui Cupa Mondială Club ca nu intrați ar fi din țările cu cele mai severe focare Ebola. 

## Echipe calificate
| Echipă                                              | Confederație               | Calificare                                        | Participare                                    |
| Introduceți în semi-finale                          | Introduceți în semi-finale | Introduceți în semi-finale                        | Introduceți în semi-finale                     |
| --------------------------------------------------- | -------------------------- | ------------------------------------------------- | ---------------------------------------------- |
| San Lorenzo                                         | CONMEBOL                   | Câștigătorii de 2014 Copa Libertadores            | 1                                              |
| Real Madrid                                         | UEFA                       | Câștigătorii de 2013-14 UEFA Champions League     | Două (anterior: 2000)                          |
| Introduceți în sferturile de finală                 |                            |                                                   |                                                |
| Vest din Sydney Wanderers                           | AFC                        | Câștigătorii de 2,014 AFC Liga Campionilor        | 1                                              |
| ES Setif                                            | CAF                        | Câștigătorii de 2,014 CAF Liga Campionilor        | 1                                              |
| Cruz Azul                                           | CONCACAF                   | Câștigătorii de 2013-14 Liga Campionilor CONCACAF | 1                                              |
| Introduceți în play-off pentru sferturile de finală |                            |                                                   |                                                |
| Auckland City                                       | OFC                        | Câștigătorii de 2013-14 OFC Liga Campionilor      | Sasea (anterior: 2006, 2009, 2011, 2012, 2013) |
| Moghreb Tetouan                                     | CAF (Host)                 | Câștigătorii din 2013-14 Botola                   | 1                                              |

## Locații
| Nume oraș | Nume stadion                   | Capacitate |
| --------- | ------------------------------ | ---------- |
| Rabat     | Prince Moulay Abdellah Stadium | 52.000     |
| Marrakesh | Stade de Marrakesh             | 45.000     |

## Arbitri
| Confederație | Arbitru           | Arbitri asistenți                      |
| ------------ | ----------------- | -------------------------------------- |
| AFC          | Benjamin Williams | Matthew Cream Paul Cetrangolo          |
| CAF          | Noumandiez Doué   | Songuifolo Yeo Jean-Claude Birumushahu |
| CONCACAF     | Walter Lopez      | Leonel Leal Gerson Lopez               |
| CONMEBOL     | Wilmar Roldan     | Eduardo Diaz Alexander Guzman          |
| OFC          | Norbert Hauata    | Reviste David Paul Ahupu               |
| UEFA         | Pedro Proenca     | Bertino Miranda Tiago Trigo            |

## Meciuri
| Ora   | Play-off                                      |
| ----- | --------------------------------------------- |
| 19:30 | Moghreb Tetouan 0 - 0 Auckland City           |
|       | Sferturi de finala                            |
| 16:00 | Es Setif 0-1 Auckland City                    |
| 19:30 | Cruz Azul 3-1(d.p.p) Western Sydney Wanderers |
|       | Semi-finale                                   |
| 19:30 | Cruz Azul 0-4 Real Madrid                     |
| 19:30 | San Lorenzo 2 - 1 Auckland City               |
|       | Finala                                        |
| 19:30 | Real Madrid 2-0 San Lorenzo                   |

## Goluri:
| Locul | Nume jucator     | Echipa                   | G |
| ----- | ---------------- | ------------------------ | - |
| 1     | Gareth Bale      | Real Madrid              | 2 |
| 1     | Sergio Ramos     | Real Madrid              | 2 |
| 1     | Gerardo Torrado  | Cruz Azul                | 2 |
| 4     | Ángel Berlanga   | Auckland City            | 1 |
| 4     | Ryan De Vries    | Auckland City            | 1 |
| 4     | John Irving      | Auckland City            | 1 |
| 4     | Mariano Pavone   | Cruz Azul                | 1 |
| 4     | Joao Rojas       | Cruz Azul                | 1 |
| 4     | Karim Benzema    | Real Madrid              | 1 |
| 4     | Isco             | Real Madrid              | 1 |
| 4     | Pablo Barrientos | San Lorenzo              | 1 |
| 4     | Mauro Matos      | San Lorenzo              | 1 |
| 4     | Abdelmalek Ziaya | ES Sétif                 | 1 |
| 4     | Romeo Castelen   | Western Sydney Wanderers | 1 |
| 4     | Iacopo La Rocca  | Western Sydney Wanderers | 1 |
| 4     | Vitor Saba       | Western Sydney Wanderers | 1 |

## Clasament final
| Poz. | Echipa                   | Confederatie | M | V | E | Î | Pct. | GD | GP | Glv. |
| ---- | ------------------------ | ------------ | - | - | - | - | ---- | -- | -- | ---- |
| 1    | Real Madrid              | UEFA         | 2 | 2 | 0 | 0 | 6    | 6  | 0  | +6   |
| 2    | San Lorenzo              | CONMEBOL     | 2 | 1 | 0 | 1 | 3    | 2  | 3  | -1   |
| 3    | Auckland City            | OFC          | 4 | 1 | 2 | 1 | 5    | 3  | 3  | 0    |
| 4    | Cruz Azul                | CONCACAF     | 3 | 1 | 1 | 1 | 4    | 4  | 6  | -2   |
| 5    | ES Sétif                 | CAF          | 2 | 0 | 1 | 1 | 1    | 2  | 3  | -1   |
| 6    | Western Sydney Wanderers | AFC          | 2 | 0 | 1 | 1 | 1    | 3  | 5  | -2   |
| 7    | Moghreb Tétouan          | CAF          | 1 | 0 | 1 | 0 | 1    | 0  | 0  | 0    |